# Batalla de La Rochelle (1419)
El batalla de La Rochelle va ser una batalla naval entre la flota castellana i l'aliança anglohanseàtica que es va produir el 30 d'octubre de 1419 a la costa i port de La Rochelle, en el marc de la Guerra dels Cent Anys. La batalla va destacar per l'ús d'armes de foc de la flota castellana.